# In the Valley of Elah
In the Valley of Elah är en amerikansk dramafilm från 2007 i regi av Paul Haggis. I rollerna ses bland andra Tommy Lee Jones, Charlize Theron, Jason Patric, Susan Sarandon, James Franco och Josh Brolin. I Sverige hade filmen premiär 22 februari, 2008. Filmen är baserad på en artikel Mark Boal skrev 2004 i tidningen Playboy.

## Handling
Militärpolisofficeren Hank Deerfield (Tommy Lee Jones) letar efter sin son Mike, som rapporterats försvunnen på vägen hem från Irakkriget. När sonen hittas mördad, söker Hank svar på frågor om det liv Mike levde och vem han egentligen var, samtidigt som den kvinnliga detektiven Sanders (Charlize Theron) sköter den officiella polisutredningen. Sakta träder en bild fram hur tiden i Irak har förändrat sonen och kamraterna till något otäckt.

## Rollista (i urval)
| Tommy Lee Jones | – Hank Deerfield         |
| Charlize Theron | – Detektiv Emily Sanders |
| Jason Patric    | – Löjtnant Kirklander    |
| Susan Sarandon  | – Joan Deerfield         |
| James Franco    | – Sergeant Dan Carnelli  |
| Josh Brolin     | – Chef Buchwald          |
| Jonathan Tucker | – Mike Deerfield         |

## Om filmen
- Clint Eastwood var ursprungligen tänkt för en roll i filmen.
- Ordet "Elah" är taget från Bibeln. Elah var den dal där David mötte Goljat (Goliat).
- Rollen som Chef Buchwald var tänkt att spelas av Tim McGraw, men ersattes av Josh Brolin.
- Enligt regissören Paul Haggis hjälpte Clint Eastwood filmen att få klartecken.

## Mottagande
På Rotten Tomatoes har 71% av kritikerna gett filmen positiv kritik, baserad på 143 recensioner. Hos Metacritic har filmen fått 65% av 100, baserat på 37 recensioner. Dagens Nyheters filmkritiker Nicholas Wennö gav filmen betyget 4 av 4.